# Heddy Honigmann
Heddy Honigmann, auch Hedy Honigmann geschrieben (* 1. Oktober 1951 in Lima; † 21. Mai 2022 in Amsterdam) war eine peruanisch-niederländische Filmregisseurin von Spiel- und Dokumentarfilmen.

## Biografie
Heddy Honigmann war die Tochter eines jüdischen Ehepaares und hatte eine Schwester. Ihr Vater wurde in Österreich geboren. Er war Überlebenden das Konzentrationslagers Mauthausen. Der Großvater mütterlicherseits wanderte Mitte der 1930er Jahre von Polen nach Peru aus.
Da es in Peru keine Filmhochschule gab, verließ sie mit Anfang zwanzig ihre Heimat und studierte nach Aufenthalten in Mexiko, Spanien und Israel am Centro Sperimentale di Cinematografia Film. Im Jahr 1978 siedelte sie dauerhaft nach Amsterdam über. Sie heiratete den niederländischen Filmemacher Frans van der Staak. Weitere Ehen ging sie mit Gustavo Riofrio und Henk Timmermans ein. Honigmann hatte einen 1979 geborenen Sohn aus erster Ehe, der Schauspieler und Autor ist und einen Stiefsohn.
Ihre Filme (kurze und lange Dokumentarfilme, Kurzspielfilme und Spielfilme) wurden weltweit auf Festivals und Retrospektiven gezeigt, unter anderem in Toronto, Paris, Berlin, Lissabon, Minneapolis, Barcelona, Madrid, Valencia, Ontario, Utrecht, Graz, Chicago und Berkeley.
Als zweite Filmemacherin überhaupt wurde sie vom International Documentary Film Festival Amsterdam mit dem Living Legend Award ausgezeichnet. Im Centre Pompidou in Paris waren 2010 Arbeiten von Honigmann zu sehen, das Museum of Modern Art widmete ihr 2003 eine Werkschau. Das 34. DOK.fest München zeigte im Jahr 2019 eine Retrospektive.
Es war seit einiger Zeit bekannt, dass sie an Multipler Sklerose und Krebs litt. Der Film No Hay Camino wurde ihr Abschiedsfilm. Sie blickte darin auf ihr Leben zurück und besuchte Orte, die für sie von großer Bedeutung waren.

## Filmografie (Auswahl)
- 1981: Het Vuur (Mitwirkung, Regie, Drehbuch)
- 1987: Mind Shadows (Hersenschimmen) (Regie, Drehbuch)
- 1990: Four Times my Heart (Vier maal mijn hart), Kurzfilm (Regie, Drehbuch)
- 1991: Stories I tell Myself (Verhalen die ik mijzelf vertel) (Regie, Drehbuch)
- 1993: Metall und Melancholie (Regie, Drehbuch)
- 1995: Goodbye (Tot Ziens) (Regie, Drehbuch)
- 1996: O Amor Natural (Regie, Drehbuch)
- 1997: The Underground Orchestra (Het ondergrondse orkest) (Regie, Drehbuch)
- 1997: Two Minutes of Silence, Please (2 minuten stilte a.u.b.) (Regie, Drehbuch)
- 1999: Crazy (Regie, Drehbuch)
- 2001: Good Husband, Dear Son (Regie, Drehbuch)
- 2003: Dame la Mano (Give me your Hand) (Regie, Drehbuch)
- 2004: Food For Love: A Shtetl That’s No Longer There (Regie)
- 2006: Forever (Regie, Drehbuch)
- 2007: Dutch Junkies (Regie mit John Appel)
- 2007: Emoticons (Regie, Drehbuch)
- 2008: Oblivion (El Olvido) (Regie, Drehbuch)
- 2012: Memories about Fire (Herinneringen aan vuur) (Regie, Drehbuch)
- 2014: Around the World in 50 Concerts (Om de wereld in 50 concerten) (Regie, Drehbuch)
- 2018: Buddy (Regie)
- 2020: 100UP (Regie, Drehbuch)
- 2021: There is no Path (No hay Camino) (Regie, Drehbuch)

## Auszeichnungen (Auswahl)
- 1994 Internationales Leipziger Festival für Dokumentar- und Animationsfilm (DOK Leipzig): Goldene Taube für Metall und Melancholie[9]
- 1995 Yamagata International Documentary Film Festival: Mayor's Prize für Metall und Melancholie[10]
- 1995 Locarno International Film Festival: Bronze Leopard für Goodbuy[11]
- 1997 San Francisco International Film Festival: Film & Video - The Arts für O Amor Natural[12]
- 1998 Cinéma du Réel: SCAM Award für The Underground Orchestra[13]
- 1998 Vancouver International Film Festival: Chief Dan George Humanitarian Award für The Underground Orchestra[14]
- 1999 Yamagata International Documentary Film Festival: Special Prize für The Underground Orchestra[14]
- 1999 International Documentary Film Festival Amsterdam (IDFA): Audience Award für Crazy[13]
- 2000 Niederländisches Filmfestival Utrecht: Goldenes Kalb, Best Feature Documentary für Crazy[15]
- 2000 Semana Internacional de Cine de Valladolid: Best Historic Documentary für Crazy[15]
- 2003 Jan Cassies Award des Dutch National Fund für kulturell wertvolle Fernsehfilme[16]
- 2004 Thessaloniki Film Festival: Preis für ihren Beitrag zur Kunst des Dokumentarfilms[16]
- 2005 J. Van Praag Award der Humanist Association (Niederlande)[16]
- 2006 DOK Leipzig: Preis der ökumenischen Jury für Forever[9]
- 2006 Niederländisches Filmfestival Utrecht: Goldenes Kalb für Forever[2]
- 2007 Hot Docs Outstanding Achievement Award[16]
- 2007 Golden Gate Persistence of Vision Award der San Francisco Films Society[16]
- 2008 DOK Leipzig: Silberne Taube, FIPRESCI-Preis, Preis der ökumenischen Jury für Oblivion[9]
- 2009 Yamagata International Documentary Film Festival: Mayor's Prize für Oblivion
- 2010 IndieLisboa: Best Feature Film (Audience Award) für Forever[17]
- 2013 IDFA: Living Legend Award[16]